# Phomopsis ebulina
Phomopsis ebulina är en svampart som först beskrevs av Sacc. & Schulzer, och fick sitt nu gällande namn av Grove 1935. Phomopsis ebulina ingår i släktet Phomopsis och familjen Diaporthaceae.   Inga underarter finns listade i Catalogue of Life.